# Венценосные колибри
Венценосные колибри (лат. Boissonneaua) — род птиц семейства колибри. Встречаются во влажных лесах Анд, на территории от западной Венесуэлы до южного Перу.

## Описание
Проявляют агрессивное территориальное поведение и часто добывают пищу, цепляясь за цветки. Песня состоит из высоких, острых, металлических звуков.

## Классификация
В состав рода включают три вида.
- Бледнохвостый венценосный колибри Boissonneaua flavescens (Loddiges, 1832)
- Каштановогрудый венценосный колибри Boissonneaua matthewsii (Bourcier, 1847)
- Пурпурный венценосный колибри Boissonneaua jardini (Bourcier, 1851)

## Распространение
Представители рода встречаются в Венесуэле, Колумбии, Эквадоре и Перу.

## Охранный статус
Все виды включены в Красный список угрожаемых видов МСОП со статусом LC (Виды, вызывающие наименьшие опасения).